# 瓦爾特·格拉赫
瓦爾特·格拉赫（德語：Walther Gerlach，1889年8月1日—1979年8月10日），德國物理學家，於1921年與奧托·施特恩通过施特恩－格拉赫實驗共同發現原子在磁場中取向量子化的現象，以此闻名。

## 生平

### 早年
格拉赫於1889年8月1日出生於黑森-拿騷省比布里希，他於1908年進入蒂賓根大學就讀，並在弗里德里希·帕邢的教導下於1912年獲得博士學位。他的博士論文的主題是關於輻射的測量。取得博士學位後，他繼續擔任1911年開始當的帕邢的助理。到了1916年，格拉赫在蒂賓根獲得了特許任教與大學講師資格。當時正值第一次世界大戰時期，因此格拉赫在1915至1918年間參軍，並於耶拿擔任馬克斯·維恩屬下的無線電報員。除此之外，他還當過炮兵軍事委員會的炮兵，那時候他為魯道夫·拉登堡的下屬。

### 學術生涯
1917年，格拉赫成為了哥廷根大學的講師，而在1919至1920年間，他則擔任拜耳公司的前身，位於伍珀塔爾的法本公司物理實驗室的負責人。1920年，他到法蘭克福大學擔任助教與講師，1年後正式成為教授，並在同年11月與奧托·施特恩合作發現原子在磁場中取向量子化的現象，是為施特恩－格拉赫實驗。奧托·施特恩也因此獲得了1943年的諾貝爾物理學獎，獲獎理由是「對分子束方法的發展以及對質子磁矩的發現」。獲獎理由中沒有提及施特恩－格拉赫實驗，因為當時格拉赫已經成為納粹科學家了。
1925年，格拉赫收到了蒂賓根大學邀請他成為該大學教授的來電後，他辭去法蘭克福大學的教授一職，以接替帕邢的位置。而在1929年格拉赫則收到來自慕尼黑大學的電話，這次為擔任因病逝世的威廉·維恩的大學講師位置。他擔任這職務直到在1945年5月被美國和英國的武裝部隊逮捕。在1944年1月1日，格拉赫取代亞伯拉罕·以掃，正式成為帝國研究委員會的物理學主任和核物理的全權代表。同年4月創立了《帝國物理學報》（Reichsberichte für Physik），是為《物理雜誌》（Physikalische Zeitschrift）的副刊。而在1937年至1945年間，格拉赫一直都是馬克斯·普朗克學會的前身威廉大帝學會的監事會成員。1946年二戰結束後，他仍然是該處最具影響力的成員。
在被英國和美國武裝部隊拘留在法國與比利時時，格拉赫協助美國進行曼哈頓計劃一部分的阿爾索斯行動。1945年7月到1946年1月，他則被拘留在英格蘭高德曼徹斯特的農場大廳裡，並與其餘10位參加過研製核武器的德國科學家進行伊普西龍行動。1946年，格拉赫獲釋後重返德國，並成為了波恩大學的客座教授。1948年，他成為了慕尼黑大學實驗物理學和物理學部的主任，1957年離職。在此期間格拉赫曾經在1948年至1951年任該校校長。
在1949至1951年期間，格拉赫是弗勞恩霍夫協會的創會主席，他在任時曾積極促進應用科學的研究。除此之外，他在1949至1961年間也是德國維護和促進科研協會的副總裁。
另外，格拉赫亦是其中一位於反對西德重整核子武器軍備的《哥廷根宣言》上簽字的人。

### 逝世
1979年8月10日，格拉赫於慕尼黑逝世，終年90歲。

## 其他職位與榮譽
- 研究退磁和魚雷物理學的科馬林工作小組（Comerlin working group）的成員（1935）[4]
- 哥廷根、哈雷和慕尼黑科學學院的一員（1939）[4]
- 民事類功勳勳章[4]
- 聯邦騎士指揮官大十字勳章

## 出版書籍

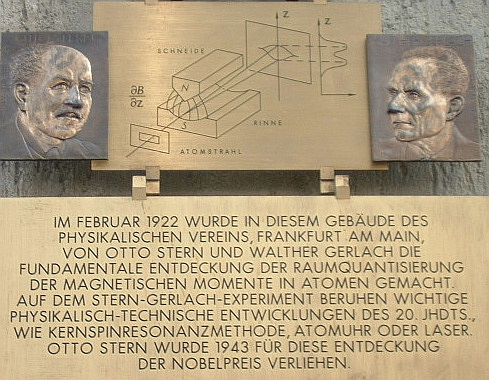
法兰克福大学纪念施特恩-格拉赫实验的铭牌

- Walther Gerlach: Matter, Electricity, Energy: The Principles of Modern Atomistic and Experimental Results of Atomic Investigations (D. Van Nostrand, 1928)
- Mac Hartmann and Walther Gerlach: Naturwissenschaftliche Erkenntnis und ihre Methoden (Springer, 1937)
- Walther Gerlach: Die Quantentheorie. Max Planck sein Werk und seine Wirkung. Mit einer Bibliographie der Werke Max Plancks (Universität Bonn, 1948)
- Walther Gerlach: Probleme der Atomenergie (Biederstein Verlag, 1948)
- Walther Gerlach: Wesen und Bedeutung der Atomkraftwerke (Oldenbourg, 1955)
- Walther Gerlach and Martha List: Johannes Kepler. Leben und Werk (Piper Verlag, München 1966)
- Walther Gerlach (editor): Das Fischer Lexikon - Physik (Fischer Bücherei, 1969)
- Walther Gerlach: Physik des täglichen Lebens - Eine Anleitung zu physikalischem Denken und zum Verständnis der physikalischen Entwicklung (Fischer Bücherei, 1971) ISBN 3-436-01341-2
- Walther Gerlach (editor): Physik. Neuasugabe Unter Mitarbeit Von Prof. Dr. Josef Brandmüller (Fischer Taschenbuch Verlag, 1978) ISBN 3-596-40019-8
- Walther Gerlach and Dietrich Hahn: Otto Hahn - Ein Forscherleben unserer Zeit (Wissenschaftliche Verlagsgesellschaft, WVG, Stuttgart 1984) ISBN 3-8047-0757-2
- Walther Gerlach and Martha List: Johannes Kepler : Der Begründer der modernen Astronomie München, (Piper Verlag GmbH, 1987) ISBN 3-492-15248-1

### 引用
1. ↑  Bond, Peter D.; Henley, Ernest, , Biographical Memoirs 77, Washington, D.C.: The National Academy Press: 4, 1999
2. 1 2  Mehra and Rechenberg, Vol. 1, Part 2, 2001, 436.
3. 1 2  Bernstein, 2001, 364.
4. 1 2 3 4 5 6 7 8 9 10 11  Hentschel, 1996, Appendix F; see the entry for Walter Gerlach.
5. ↑  Breitislav, 2003, 53-59.
6. ↑  Walther Gerlach and Otto Stern Das magnetische Moment des Silberatoms, Zeitschrift für Physik Volume 9, Number 1, 353-355 (1922).
7. ↑  John Simkin. . Partacus Educational. 2014-02-12  [2015-02-11]. （原始内容存档于2019-06-23）.

### 書籍
- Bernstein, Jeremy Hitler's Uranium Club: The Secret Recording's at Farm Hall (Copernicus, 2001) ISBN 0-387-95089-3
- Friedrich, Bretislav and Dudley Herschbach Stern and Gerlach: How a Bad Cigar Helped Reorient Atomic Physics （页面存档备份，存于） Physics Today Volume 56, Issue 12, 53-59 (2003).
- Hentschel, Klaus (editor) and Ann M. Hentschel (editorial assistant and translator) Physics and National Socialism: An Anthology of Primary Sources (Birkhäuser, 1996) ISBN 0-8176-5312-0
- Mehra, Jagdish, and Helmut Rechenberg The Historical Development of Quantum Theory. Volume 1 Part 2 The Quantum Theory of Planck, Einstein, Bohr and Sommerfeld 1900–1925: Its Foundation and the Rise of Its Difficulties. (Springer, 2001) ISBN 0-387-95175-X